# Зече
Зече (словен. Zeče) је насељено место у општини Словенске Коњице, Савињска регија, Словенија.

## Историја
До територијалне реорганизације у Словенији било је у саставу старе општине Словенске Коњице.

## Становништво
У попису становништва из 2011. године, Зеце је имало 246 становника.
| Број становника према пописима | Број становника према пописима | Број становника према пописима |
| ------------------------------ | ------------------------------ | ------------------------------ |
| 1991                           | 2002                           | 2011                           |
| 247                            | 241                            | 246                            |